# Кабелна телевизия
Кабелна телевизия е придобилото широко разпространение название на системата за пренос на телевизионен сигнал през фиксиран коаксиален кабел (англ. Community Antenna Television – CATV, букв. „Телевизия с обща антена“).
Поради ограниченията в преносната среда и вследствие на бързото развитие на технологиите за оптичен пренос, все повече се налага смесената оптично-коаксиална мрежа (англ. HFC – Hibryd Fiber-Coax).
Традиционната кабелна телевизия работи с аналогови канали. С навлизането на по-нови технологии, както и увеличеното търсене на все по-нови и по-комплексни услуги от страна на потребителите, кабелните телевизии търпят съществени промени в технологията за пренос. Първоначално еднопосочните канали, биват заменени с двупосочни. Това е пряко следствие от изискването на цифровата телевизия (англ. „digital TV“) за обратна връзка от клиента до централата.
Друга, сравнително нова услуга, предлагана от кабелните телевизии е предоставянето на достъп до Интернет чрез т.нар. „кабелен Интернет“. Благодарение на усъвършенстването на технологиите за цифров пренос на информация, тази услуга набира все по-широка популярност. Причината е, че се използват вече готовите трасета на кабелните телевизии, без да се налага пълно преокабеляване. Тази услуга позволява сравнително високоскоростен достъп до външни мрежи. Предимство на този тип достъп е и възможността да се реализира „качество на услугата“ (англ. Quality of Service — QoS), което на практика не може да се осигури до такава степен от другите широко разпространени методи за достъп на крайния потребител до споделени ресурси като Ethernet, xDSL и други. За основа на този вид достъп служи наборът от спецификации DOCSIS – Data Over Cable System Interface Specification.
Друга алтернативна услуга на кабелните телевизии е VoIP, която се покрива от PacketCable™ стандарта. За разлика от другия широко използван пакет спецификации — H.323, PacketCable™ има възможност да осигурява сигурността на комуникацията и качеството на предаване.
Голямо ограничение обаче за този вид услуги си остава преносната среда. Споделените канали налагат ограничаване на скоростта на потребителите, като за един обратен канал, разпределен между определен брой потребители, на този етап тя е около 10 Mbps (за QAM16 модулация) и 38–42 Mbps за прав канал при QAM256 модулация. В този смисъл при този тип свързаност, се налага много стриктно разпределяне на мрежовите ресурси. Този проблем обаче в голяма степен бива решен посредством смесените оптично-коаксиални трасета.
Друг основен проблем за тази свързаност е и чисто финансовата страна. Оборудването за централната станция (CMTS — Cable Modem Termination System), както и предоставянето на кабелни модеми за потребителите, все още изисква сравнително високи инвестиции, невъзможни за оператори от ниския клас поради дългият период на възвръщаемост.